# أنتي رايكوفيتش
أنتي رايكوفيتش هو لاعب كرة قدم بوسني في مركز الدفاع، ولد في 17 أغسطس 1952 في Vitez ‏ في البوسنة والهرسك. شارك مع منتخب يوغوسلافيا لكرة القدم. أما مع النوادي، فقد لعب مع سوانزي سيتي ونادي ساراييفو.